# Puducherry
Puducherry (äldre namn Pondicherry, på franska Pondichéry) är ett unionsterritorium i södra Indien. Tidigare var Puducherry en besittning tillhörig Frankrike men blev indiskt 1954 och organiserades som ett federalt territorium 1963. Befolkning 1 244 464 (2011).

## Geografi
Unionsterritoriet består av fyra distrikt med relativt stora geografiska avstånd från varandra. 
- Puducherry, en enklav i Tamil Nadu.
- Karaikal, en enklav i Tamil Nadu.
- Yanam, en enklav i Andhra Pradesh.
- Mahe, en enklav i Kerala.

## Historia
Pondicherryenklaven grundades 1674 av Compagnie française des Indes Orientales, det franska ostindiska kompaniet. 1693 intogs staden av nederländska styrkor som följd av kriget mellan Nederländerna och Frankrike, men vid freden i Rijswijk 1697 fick Frankrike staden tillbaka. Britterna, som på 1700-talet stridit med fransmännen om kontrollen över Indien, ockuperade staden inte mindre än tre gånger under 1700-talet, och tog över kontrollen över staden i flera månader varje gång. Under samma period expanderade också det franska inflytandet i Indien, så att det till slut täckte stora delar av ostkusten, inklusive Karaikal och Yanam, samt Mahe på västkusten. Efter freden i Paris 1763 blev Frankrikes inflytande i Indien begränsat till de få enklaver som i dag utgör unionsterritoriet Puducherry. Som följd av Napoleonkrigen kom staden återigen under brittiskt styre mellan 1803 och 1814. Därefter var staden helt i franska händer fram till 1954. Avvecklingen av de franska comptoirs, handelsstäderna, skedde som följd av förhandlingar mellan Indien och Frankrike. 1954 övertog Indien den egentliga kontrollen av territoriet, men först den 8 maj 1956 blev övertagandeförklaringen underskriven. Pondicherry blev därmed en del av State of Madras, det som senare skulle bli delstaten Tamil Nadu. Den 1 juli 1963 skapades dock unionsterritoriet Pondicherry med enheterna Pondicherry, Karaikal, Yanam och Mahe.

## Officiella språk

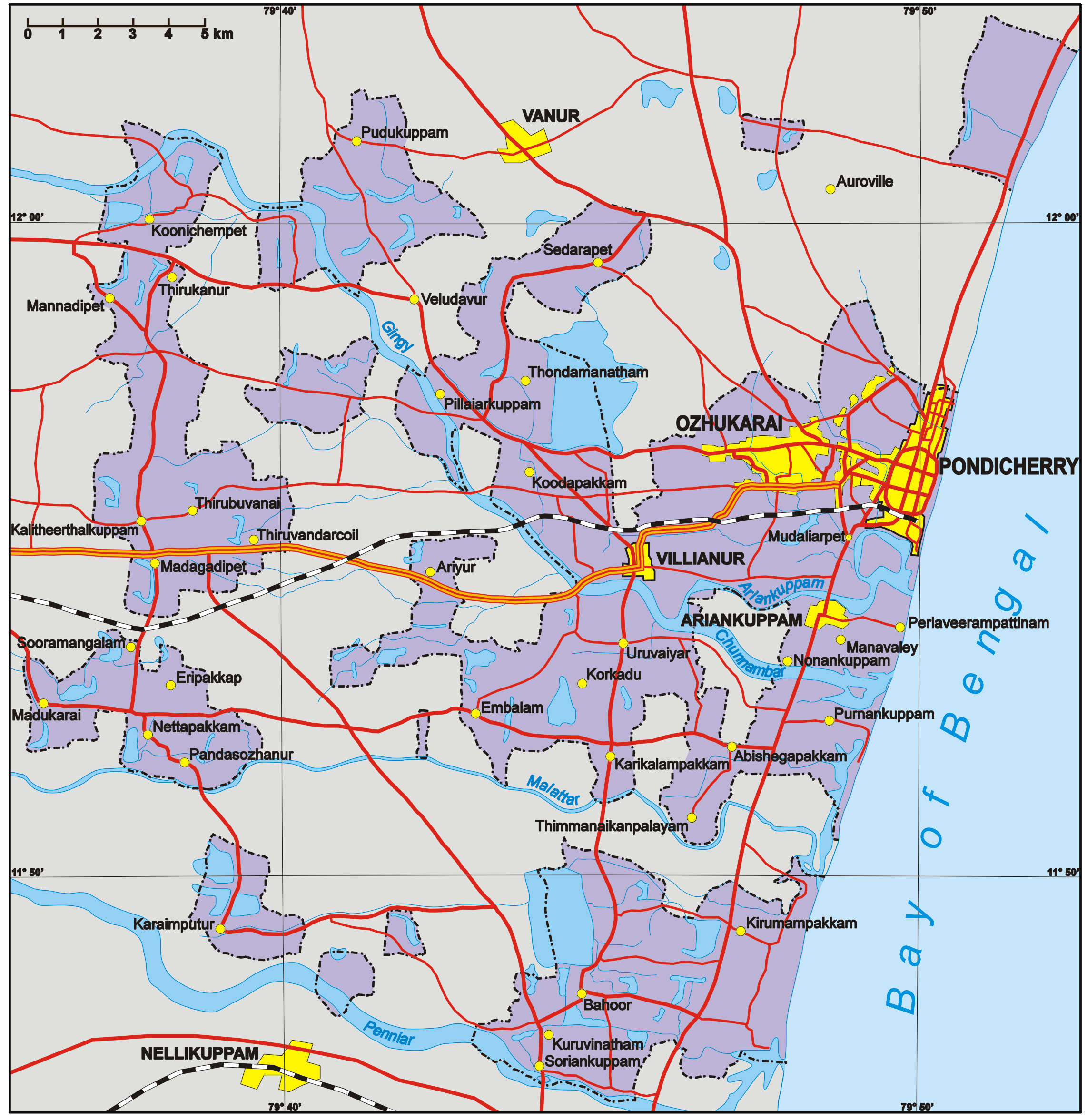
Karta över staden Puducherry.

Officiella språk i unionsterritoriet är franska, tamil, telugu och malayalam. Bruken av dessa olika språk varierar mycket, eftersom territoriet har en så speciell geografi. I praktiken brukas gärna engelska som kommunikationsspråk mellan de olika delarna av territoriet.
Tamilska används av unionsterritoriets regering, och särskilt i intern kommunikation i enklaverna Puducherry och Karaikal.
Franska är ett officiellt språk i hela territoriet. Franskans officiella status säkrades genom Traité de Cession (Överlåtandetraktaten) av den 28 maj 1956 som lyder: 
Le français restera langue officielle des Établissements aussi longtemps que les répresentants élus de la population n'auront pas pris une décision différente det vill säga Franska förblir myndigheternas officiella språk så länge de valda representanterna för folket inte har fattat ett annat beslut.
Telugu är officiellt språk i Yanam, en enklav i delstaten Andhra Pradesh. 
Malayalam är officiellt språk i Mahe, som är en enklav i den malayalam-talande delstaten Kerala.

### Antal talare
Antal talare för varje språk var år 2001 följande. 
- Tamil: 220 749 (i Puducherry och Karaikal)
- Telugu: 31 362 (i Yanam)
- Malayalam: 36 823 (i Mahe)
- Franska: Över 10 000

## Styre
Puducherry är ett unionsterritorium, inte en egen delstat. Därmed styrs territoriet direkt av förbundsregeringen i New Delhi. Indien har däremot givit Puducherry flera särrättigheter, såsom rätten att ha en egen lagstiftande församling och en egen regering. Därmed framstår Puducherry på många sätt som en egen delstat. Territoriet kan anta sina egna lagar beträffande vissa skatter, men dessa måste ofta ratificeras av den indiska förbundsregeringen eller godkännas av Indiens president. 	 
Territoriets högste representant är Lieutenant Governor of Puducherry, som residerar i Raj Nivas, tidigare Palais du Gouverneur, det tidigare guvernörpalatset. Den federala regeringen presenterar budgeten för territoriet, och som följd av det har Puducherry i längre perioder haft lägre beskattning än omgivande delstater. Detta gäller speciellt på avgiftssidan.

## Kända personer från Puducherry
- Manoj "Night" Shyamalan – Hollywoodregissör
- Tao Porchon-Lynch – världens äldsta yogalärare, dansare, f. d. modell och f. d. skådespelare